# Ribelle (The Brave)
Ribelle (The Brave) è il disco della colonna sonora del film d'animazione Ribelle - The Brave. È stato pubblicato per la EMI il 31 agosto (il lancio è avvenuto sulle piattaforme digitali)  mentre il 4 settembre 2012 è stato pubblicato anche in formato fisico. Tra gli interpreti della colonna sonora figurano Noemi, Patrick Doyle, Julie Fowlis, Mumford & Sons, Billy Connolly, Emma Thompson, Peigi Barker e Ugo Maria Morosi.

## Tracce
1. Julie Fowlis – Touch the Sky – 2:30
2. Julie Fowlis – Into the Open Air – 2:41
3. Mumford & Sons, Birdy – Learn Me Right – 3:45
4. Patrick Doyle – Fate and Destiny – 4:17
5. Patrick Doyle – The Games – 1:53
6. Patrick Doyle – I am Merida – 2:23
7. Patrick Doyle – Remember to Smile – 2:17
8. Patrick Doyle – Merida Rides Away – 4:07
9. Patrick Doyle – The Witch's Cottage – 4:26
10. Billy Connolly – Song of Mor'du – 2:17
11. Patrick Doyle – Through the Castle – 4:34
12. Patrick Doyle – Legends Are Lessons – 4:06
13. Patrick Doyle – Show Us the Way – 3:46
14. Patrick Doyle – Mum Goes Wild – 3:25
15. Patrick Doyle – In Her Heart – 2:36
16. Emma Thompson & Peigi Barker – Noble Maiden Fair (A Mhaighdean Bhan Uasal) – 2:36
17. Patrick Doyle – Not Now! – 3:34
18. Patrick Doyle – Get the Key – 3:15
19. Patrick Doyle – We've Both Changed – 5:30
20. Patrick Doyle – Merida's Home – 1:31
21. Noemi – Il cielo toccherò – 2:29
22. Noemi – Tra vento e aria – 2:40
23. Ugo Maria Morosi – La canzone di Mor'du – 2:15

Durata totale: 72:53